# Linha de Leixões
| Hafen von Leixões |                          |                                   |                                   |
| Streckenlänge: | 18,7 km                  |                                   |                                   |
| Spurweite: | 1668 mm (Iberische Spur) |                                   |                                   |
| Stromsystem: | 25 kV 50 Hz ~            |                                   |                                   |
| Streckengeschwindigkeit: | 70 km/h                  |                                   |                                   |
| |                          |                                   |                                   |
| \| \| \| weiter in Richtung Porto-Campanhã \| \| \| \| 0,0 \| Contumil \| Contumil \| \| \| \| Linha do Minho nach Valença \| \| \| \| 1,4 \| Vila Cova \| Vila Cova \| \| \| 4,0 \| São Gemil \| São Gemil \| \| \| \| Linha do Minho nach Valença \| \| \| \| 5,3 \| Hospital São João \| Hospital São João \| \| \| 7,7 \| São Mamede de Infesta \| São Mamede de Infesta \| \| \| 9,3 \| Arroteia \| Arroteia \| \| \| 10,6 \| Leça do Balio \| Leça do Balio \| \| \| 12,0 \| Custió - Araújo \| Custió - Araújo \| \| \| 13,3 \| Gondivinho \| Gondivinho \| \| \| 15,1 \| Ponte do Carro \| Ponte do Carro \| \| \| 18,7 \| Porto de Leixões \| Porto de Leixões \| |                          |                                   |                                   |
| Strecke |                          | weiter in Richtung Porto-Campanhã | weiter in Richtung Porto-Campanhã |
| Bahnhof | 0,0                      | Contumil                          | Contumil                          |
| Abzweig geradeaus und nach rechts |                          | Linha do Minho nach Valença       | Linha do Minho nach Valença       |
| Blockstelle | 1,4                      | Vila Cova                         | Vila Cova                         |
| Bahnhof | 4,0                      | São Gemil                         | São Gemil                         |
| Abzweig geradeaus und von rechts |                          | Linha do Minho nach Valença       | Linha do Minho nach Valença       |
| Bahnhof | 5,3                      | Hospital São João                 | Hospital São João                 |
| Bahnhof | 7,7                      | São Mamede de Infesta             | São Mamede de Infesta             |
| Bahnhof | 9,3                      | Arroteia                          | Arroteia                          |
| Bahnhof | 10,6                     | Leça do Balio                     | Leça do Balio                     |
| Blockstelle | 12,0                     | Custió - Araújo                   | Custió - Araújo                   |
| Blockstelle | 13,3                     | Gondivinho                        | Gondivinho                        |
| Blockstelle | 15,1                     | Ponte do Carro                    | Ponte do Carro                    |
| Betriebs-/Güterbahnhof Streckenende | 18,7                     | Porto de Leixões                  | Porto de Leixões                  |

Die Linha de Leixões ist eine 18,7 Kilometer lange portugiesische Eisenbahnstrecke zwischen Contumil (Porto) und dem Hafen Porto de Leixões im Bezirk von Matosinhos. 
Bis September 2009 diente die Strecke aus ausschließlich dem Güterverkehr zum Hafen, es fuhren täglich zwölf Züge. Auf Initiative der Stadt Porto begannen im Sommer 2009 die Vorbereitung für eine Wiederaufnahme des Fahrgastverkehrs. Sowohl REFER als auch CP investierten in die Strecke, um ab September 2009 einen werktäglichen 30-Minuten-Takt anbieten zu können. Zunächst wurde ein Verkehr zwischen Ermesinde und Leça do Balio angeboten, ab 2010 sollte dieser bis zum Hafen verlängert werden, wo zunächst ein neuer Personenbahnhof gebaut werden muss. Die CP drang zudem auf eine Integration in den Verkehrsverbund Andante. Die neue Vorortbahnlinie, die ebenso Linha de Leixões heißt, verkehrte werktäglich zwischen Leça do Balio und Ermesinde und wurde, wie auch die Linien im Großraum Porto, von der CP-Tochtergesellschaft CP Urbanos do Porto betrieben.
Am 1. Februar 2011 wurde der Personenverkehr auf der Linha de Leixões wieder eingestellt. 2025 wurde der Personenverkehr ab Leça do Balio wieder aufgenommen.